# Liaisons interdites
Liaisons interdites (TalhotBlond) est un téléfilm américain réalisé par Courteney Cox, basé sur une histoire vraie, et diffusé le 23 juin 2012 sur Lifetime et en France le 12 mars 2013 sur TF1.

## Synopsis
Thomas Montgomery est un homme marié et est père de deux jeunes filles. Il est ouvrier à l'usine et sa femme travaille pour un médecin.
Alors qu'il aime parier dans les jeux en ligne, une romance virtuelle s'établit avec une jeune fille au nom de Katie Brooks.
Il communique de plus en plus avec elle dans les tchats en ligne, va même jusqu'à l'appeler, et en devient complètement obsédé jusqu'à tomber dans la vengeance machiavélique...

## Fiche technique
- Titre original : TalhotBlond
- Réalisation : Courteney Cox
- Scénario : Trent Haaga (en), d'après un documentaire de Barbara Schroeder
- Photographie : Doug Emmett
- Musique : Erran Baron Cohen (en)
- Pays : États-Unis
- Durée : 87 minutes

## Distribution
- Garret Dillahunt (VF : Philippe Vincent) : Thomas Montgomery[2]
- Brando Eaton (VF : Rémi Bichet) : Brian
- Laura San Giacomo (VF : Laura Zichy) : Carol Montgomery[2]
- Taylor Geare (VF : Lucille Boudonnat) : Amy Montgomery
- Nicholas Turturro (VF : Michel Laroussi) : l'inspecteur Moretti
- Courteney Cox (VF : Maïk Darah) : Amanda
- Ashley Hinshaw (VF : Leslie Lipkins) : Katie Brooks[2]
- Molly Hagan (VF : Nathalie Duverne) : Beth
- Richmond Arquette (VF : Bertrand Dingé) : Jake
- Jadin Gould (ru) (VF : Maïa Michaud) : Stacey Montgomery
- Drew Seeley (VF : Benjamin Gasquet) : Tommy

Source et légende : Version française (VF) sur RS Doublage

## Accueil
Le téléfilm a été vu par 1,493 million de téléspectateurs lors de sa première diffusion.